# Herb gminy Lubiszyn
Herb gminy Lubiszyn – symbol gminy Lubiszyn.

## Wygląd i symbolika
Herb przedstawia na tarczy otoczonej czerwoną bordiurą w polu lewym na niebieskim tle kontury dwóch drzew iglastych, w polu prawym na białym tle pół czerwonego orła w koronie. Pod oboma elementami dwa skrzyżowane kłosy zboża, a ponad tarczą umieszczono biało-czerwoną wstęgę i czarny napis "LUBISZYN". 